# Petar Popović

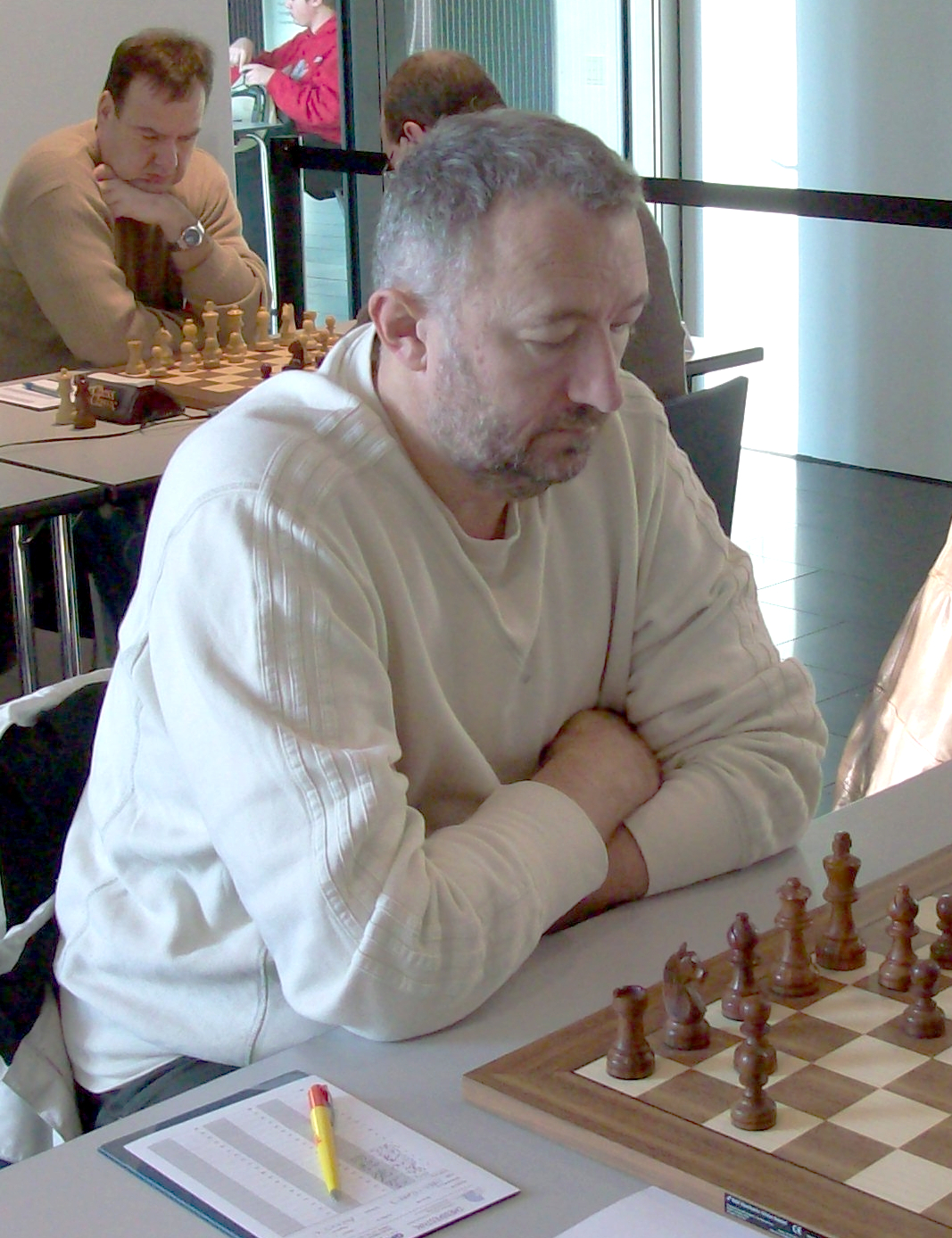
Petar Popović

Petar Popović (Servisch: Петар Поповић) (Orlovat, 14 februari 1959) is een Servische schaker die vroeger voor Joegoslavië heeft gespeeld. Hij is een grootmeester.
Op 5 mei 2005 speelde hij mee in het Bevrijdingstoernooi dat in Wageningen plaatsvond en eindigde daar met 5½ uit 7 op een gedeelde tweede plaats. Vladimir Jepisjin won het toernooi met 6 uit 7.